# Castillo de Campomayor
El Castillo de Campomayor, en el Alentejo, está situado en la parroquia de  São João Baptista, aldea de Campomayor, municipio de Campomayor, distrito de  Portalegre, en Portugal.
Fue construido en la cima de la colina de Santa Vitória para defender el camino del Alentejo, desde lo alto de sus torres se encuentran los vecinos Badajoz y Elvas. Actualmente el monumento integra la Plaza-fuerte de Campomayor, después de la de Elvas, la fortificación más importante del distrito.
Es parte de una primera línea de defensa en el Alentejo portugués, orientada hacia España, junto con los fuertes militares de Ouguela, Elvas, Olivenza y Juromenha. Es un baluarte amurallado de la era moderna, destacado por una ventana de la era renacentista en la torre norte del castillo. Está clasificado como monumento nacional desde 1911.

## Historia
Debido a la ocupación de la región por sucesivas tribus de celtas, romanos y musulmanes, es probable que el territorio de Campomayor haya sido colonizado durante las épocas  prehistóricas. La tierra de Campomayor fue definitivamente conquistada a los moros por las fuerzas del Reino de León en 1230.  El primer foral fue expedido por el Obispo de Badajoz treinta años después de este acontecimiento.]
Finalmente, el castillo fue conquistado por los portugueses en 1295-1296, y se integró en el territorio nacional en 1297, en virtud del Tratado de Alcanizes. Con el fin de mantener la paz entre España y Portugal, el rey Dionisio ordenó la reconstrucción de la fortaleza en 1310, orientada hacia sus rivales ibéricos. Estas fortificaciones fueron ampliadas y rehabilitadas durante los   XV y XVI, durante los reinados de sus sucesores Juan y Manuel, diseñados por Duarte de Armas.

### Reinados
Alrededor de 1640, después de la Guerra de Restauración portuguesa, el Rey Juan IV estableció un Consejo de Guerra que formó su territorio en provincias militares: Minho, Trás-os-Montes, Beira, Extremadura, Alentejo y Algarve. Por lo tanto, siguiendo la decisión de Juan IV, en 1645 se iniciaron las obras de reconstrucción de los baluartes bajo la dirección de  João Cosmander. Entre los siglos XVII y XVIII la fortificación se adaptó para la época, obteniendo los baluartes y los muros secundarios, además de la instalación de almacenes militares permanentes, establos y cuarteles. Después de 1644, muchas de las reconstrucciones de la fortaleza fueron realizadas por Nicolau de Langres.  Un documento, fechado el 14 de mayo de 1647, identificaba a Langres como el ingeniero militar del proyecto, al tiempo que solicitaba material para la construcción de la plaza militar, además de las armas necesarias para proteger el castillo y su territorio circundante. En 1662, Luís Serrão Pimentel continuó las obras de las murallas.
El 22 de mayo de 1680, D. Pedro, actuando como regente, ordenó a Mateus do Couto, Diogo Pardo y António Rodrigues que fueran a Campomayor, para verificar las obras que se estaban realizando en la ciudadela, según los planos de Luís Serrão Pimentel.
Durante la guerra de sucesión española, en 1712, la plaza fue asediada por las fuerzas españolas y defendida en la plaza principal.
En 1732, una explosión en el polvorín, causada por las tormentas eléctricas, provocó la destrucción del castillo y los muros circundantes del casco antiguo alrededor de las 3 de la mañana; el espacio quedó totalmente arrasado, y muchas de las casas alrededor de los muros quedaron destruidas. En el momento de la explosión, el polvorín contenía 90 000 kilogramos, unas 200 000 libras, de pólvora y 5000 municiones; la violenta explosión provocó un incendio que, además de las muertes directas, consumió casi la mitad de las casas del pueblo. El polvorín fue reconstruido por orden de Juan V de Portugal en 1735, bajo el meticuloso cuidado de Manuel de Azevedo Fortes. El 2 de julio de 1736, Diogo Lopes de Sepúlveda recibió el encargo del puesto de Sargento Mayor, como parte de sus esfuerzos en la reconstrucción de la plaza tras estos acontecimientos.
Pero, en 1762, las fuerzas españolas, una vez más, invadieron el territorio durante la guerra de los Siete Años y el encuentro con los portugueses en Campomayor.

### Guerras peninsulares
Durante la  Guerra Peninsular, durante la guerra de las Naranjas (Portuguesa: Guerra das Laranjas), las fuerzas portuguesas capitularon en 1810. Después de una pequeña victoria, estas fuerzas recapitularon en 1811.

### sigloXX
El 18 de marzo de 1911, la estructura fue clasificada como monumento nacional por decreto. En la primera mitad de los años 40, la Direcção-Geral dos Edifícios e Monumentos Nacionais (DGEMN) comenzó los trabajos de restauración del conjunto de estructuras. En los años 60 se inició una segunda fase de construcción, que se prolongó hasta los años 70, marcada por las intervenciones en las murallas del castillo y en la Capilla de Nossa Senhora dos Aflitos. Una tercera fase de reconstrucción comenzó a finales del decenio de 1980, cuando se repararon el castillo y las murallas, justo antes de que el castillo pasara a ser responsabilidad del Instituto Portugués del Patrimonio Arquitectónico (IPPAR), el 1.º de junio de 1992, por el decreto ley 106F/92.
Debido al mal tiempo en 2010, los muros del castillo fueron parcialmente destruidos.

## Arquitectura

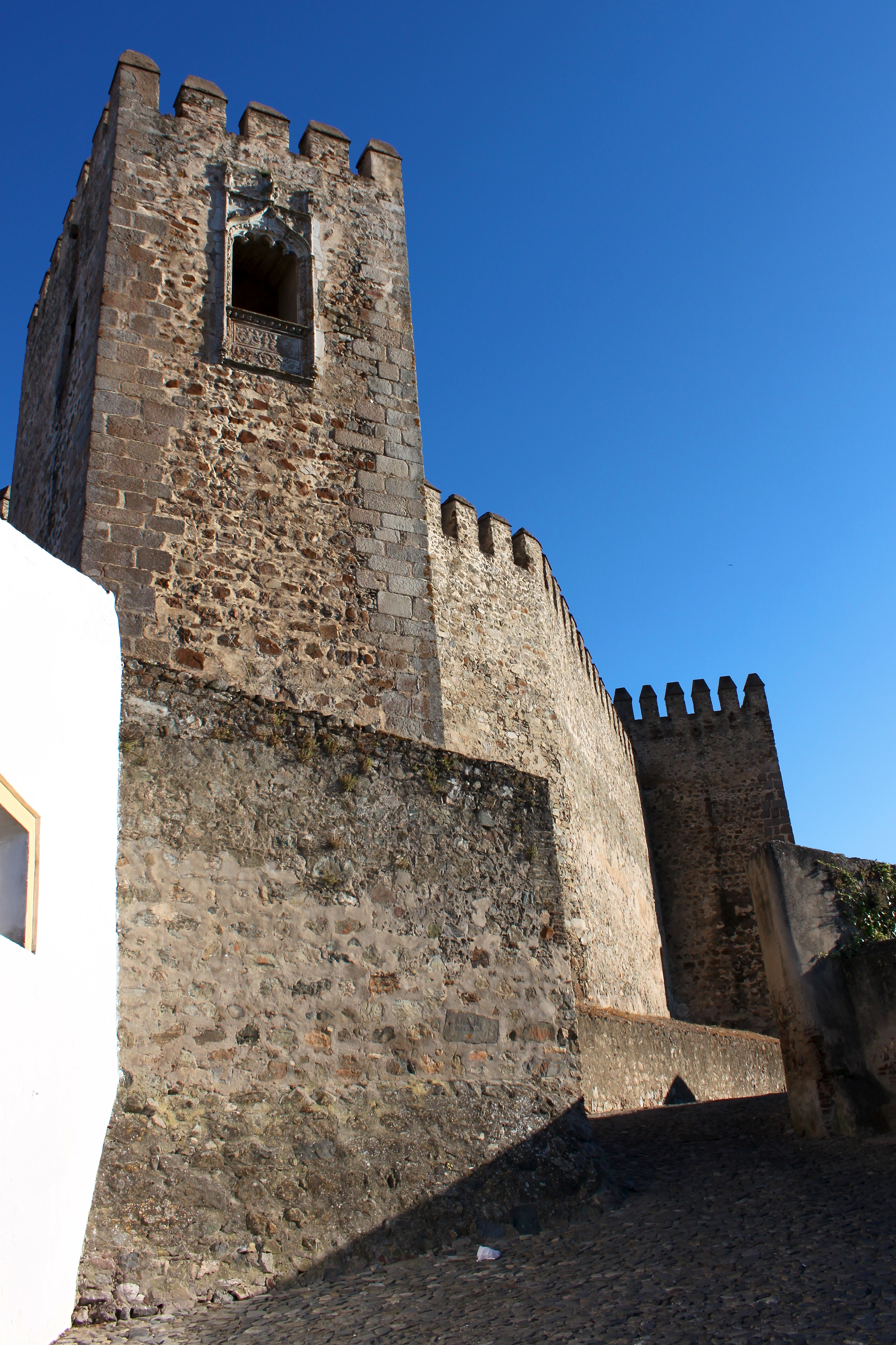
La torre norte y los muros de la ciudadela

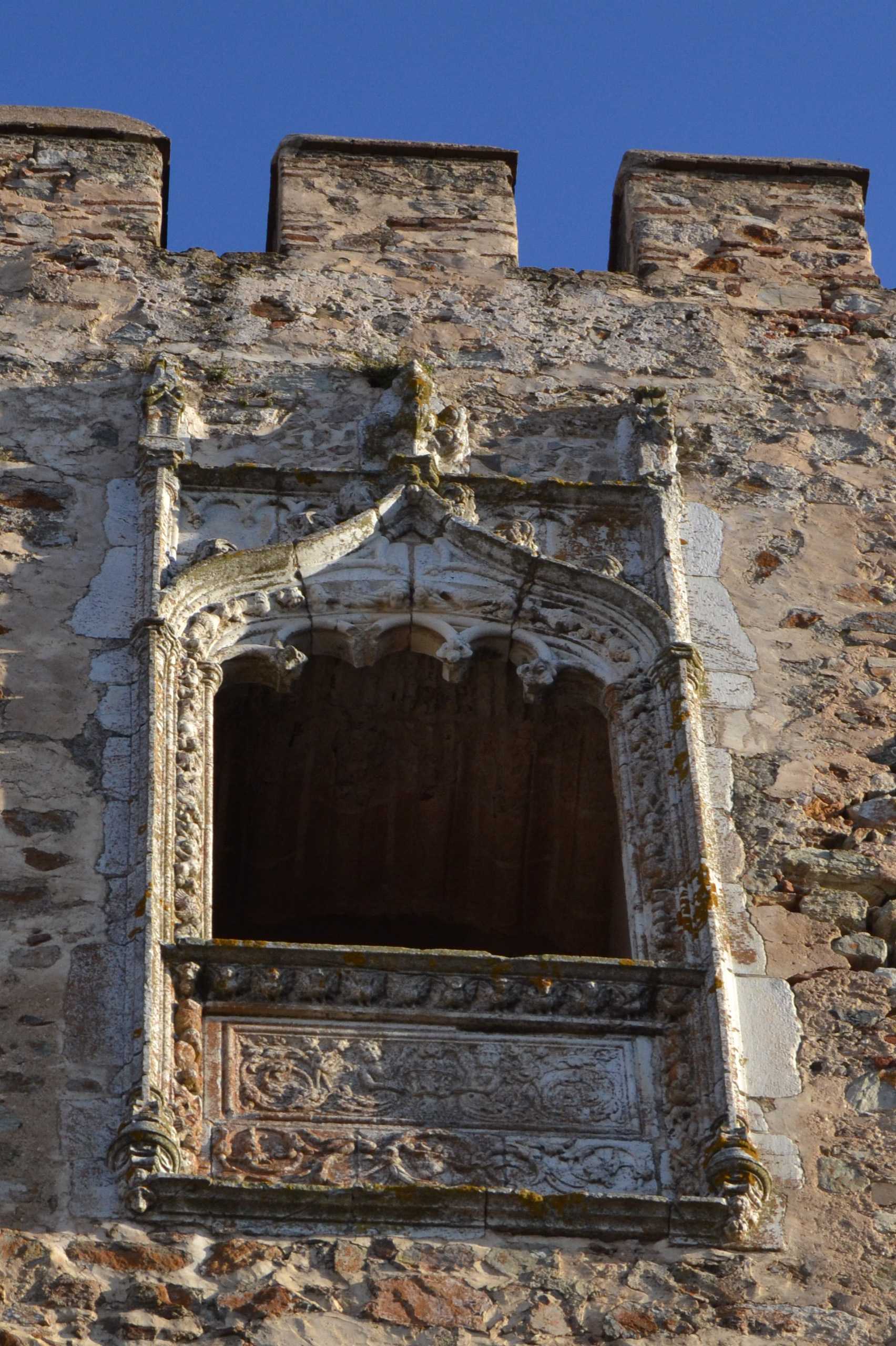
Detalle de la ventana renacentista de la torre norte

El castillo está situado en un contexto urbano, es una muralla que rodea el área conocida como Outeiro de Santa Vitória, en cuya cima se encuentra el castillo, a 299 metros de altitud, transformado en una ciudadela con fortificaciones de baluarte a diez km de la frontera española y a 18 kilómetros de Badajoz y Elvas, zonas visibles desde sus torres, la fortaleza está rodeada al norte, noreste, este y sureste por edificios modernos y la ciudad está igualmente rodeada por tierras agrícolas.
Una fortificación fuertemente amurallada, formada por una cortina poligonal de diez lados de muros, con algunas fachadas faltantes. Las murallas, desde el sur, en dirección a las agujas del reloj son: 
- baluarte de Boa Vista,
- 'baluarte central de São Sebastião,
- puertas de la Vila,
- baluarte central de Lisboa,
- baluarte central del Curral dos Coelhos,
- baluarte de Santa Cruz,
- baluarte del Cavaleiro, también conocido como el baluarte de São João,
- baluarte central de Príncipe,
- baluarte de la Fonte do Concelho
- baluarte central de São Francisco
- baluarte central de Santa Rosa.

La fortificación también incluye una brecha y una contraescarpa en parte de su extensión, a saber, en las partes sur y noreste, así como cuatro torretas.
Varios edificios militares han ocupado los espacios dentro del castillo, manteniendo colectivamente varios de los edificios existentes en alguna forma de uso (los almacenes, cuarteles, establos y espacios para vivir).
El castillo conserva dos de sus seis torres originales, un espacio rectangular irregular con muros que forman un espacio  trapezoidal, con almenas y adarves que permiten el acceso a las torres restantes. Las torres tienen almenas y muros, que terminan en una cúpula frusto-piramidal, redondeada en la parte superior. Cada torre tiene un techo abovedado en el adarve, con la torre norte ejemplificada por una ventana renacentista decorada. Al sur, están los muros que rodean el antiguo pueblo de Campomayor, un diseño tosco en forma de elipse, con siete torres, seis rectangulares y una, en el noreste,  octogonal, que forman la entrada principal al complejo. Los muros son más bajos, para soportar las barbetas y los emplazamientos de los cañones. Una de las torres, en el suroeste, a lo largo de una de las falsas puertas tiene almenas. Al sureste está, también, la Capela de Senhor dos Aflitos.
Los terrenos del castillo están ocupados de forma semi/permanente por la arquitectura cultural (museo histórico y militar de Campomayor); residencial (parte de los baluartes ocupados por residencias, en el baluarte central de São Sebastião hay comunidades gitanas); y de equipamiento (parte de los baluartes ocupados por almacenes e instalaciones para la cría de animales, así como para la eliminación de residuos).